# Saint-Jean-d’Aigues-Vives
Saint-Jean-d’Aigues-Vives település Franciaországban, Ariège megyében. Lakosainak száma 370 fő (2022. január 1.). Saint-Jean-d’Aigues-Vives L’Aiguillon, Bénaix, Dreuilhe és Lavelanet községekkel határos.

## Népesség
A település népessége az elmúlt években az alábbi módon változott:
| Lakosok száma | 102  | 393  | 477  | 417  | 405  | 394  | 387  | 382  | 378  | 370  |
|               | 1968 | 1982 | 1990 | 2006 | 2013 | 2015 | 2017 | 2019 | 2020 | 2022 |